# و تابستان می‌نامندش
و تابستان می‌نامندش (ایتالیایی: E la chiamano estate) یک فیلم عاشقانه درام به کارگردانی پائولو فرانکی است که در سال ۲۰۱۲ منتشر شد.
این فیلم در جشنواره فیلم رم برندهٔ جوایز «بهترین کارگردانی» و «بهترین هنرپیشه زن» شد.